# Pyramica rugithorax
Pyramica rugithorax är en myrart som först beskrevs av Kempf 1959.  Pyramica rugithorax ingår i släktet Pyramica och familjen myror. Inga underarter finns listade i Catalogue of Life.